# Lepidocyrtus poko
Lepidocyrtus poko är en urinsektsart som beskrevs av Christiansen och Bellinger 1992. Lepidocyrtus poko ingår i släktet Lepidocyrtus och familjen brokhoppstjärtar. Inga underarter finns listade i Catalogue of Life.